# Anatoli Robertowitsch Regel
Anatoli Robertowitsch Regel (russisch Анатолий Робертович Регель; * 14. Maijul. / 27. Mai 1915greg. in Petrograd; † 27. Dezember 1989 in Leningrad) war ein russischer Physiker und Hochschullehrer.

## Leben
Regel, Sohn des adligen Botanikers Robert Eduardowitsch Regel, schloss die Ausbildung an der FSU-Berufsschule 1932 als Schlosser ab, wobei er als Mechaniker in einem physikalisch-technischen Versuchswerk arbeitete, und studierte dann am Leningrader Industrie-Institut.
Nach dem Abschluss des Studiums 1938 wurde Regel wissenschaftlicher Mitarbeiter im Laboratorium W. L. Kuprijenkos des Leningrader Physikalisch Technischen Instituts (LFTI) der Akademie der Wissenschaften der UdSSR (AN-SSSR). Seine erste Untersuchung war der Steigerung der Festigkeit der Flugzeugpanzerung gewidmet. Unter Abram Fjodorowitsch Joffes und Anatoli Petrowitsch Alexandrows Leitung studierte er die Theorie der Magnetfelder und arbeitete an der Verbesserung der Messgeräte.
Zu Beginn des Deutsch-Sowjetischen Krieges bearbeitete er in Sewastopol Probleme des Schutzes der Schiffe der Schwarzmeerflotte, der Kaspischen Flottille und der Amur-Flottille vor Magnetminen. Mit anderen entwickelte er Methoden zur Entmagnetisierung von Schiffen. Ab 1943 war er wieder Mitarbeiter des evakuierten LFTI. Zusätzlich war er ab 1945 Assistent des Lehrstuhls für Experimentalphysik des Polytechnischen Instituts. 1950 wies Regel zusammen mit Nina Alexandrowna Gorjunowa am Beispiel des Indiumantimonids experimentell die Halbleiternatur der III-V-Verbindungshalbleiter nach.
Ab 1952 leitete Regel das selbständige Laboratorium für physikalisch-mathematische Wissenschaften, das 1954 das Halbleiter-Institut der AN-SSSR wurde. 1955 wurde er Laboratoriumsleiter. 1956 verteidigte er seine Dissertation über die Untersuchung der Elektronenleitfähigkeit der Flüssigkeiten, worauf er 1957 zum Doktor der physikalisch-mathematischen Wissenschaften promoviert wurde. Darauf wurde er Vizedirektor und 1963 Direktor des Halbleiter-Instituts. Daneben war er seit 1952 Dozent am Alexander-Iwanowitsch-Herzen-Institut für Pädagogik. 1961 wurde er Vizevorsitzender des Rats für Physik und Chemie der Halbleiter beim Präsidium der AN-SSSR. Später folgte die Ernennung zum Professor.
Regel entwickelte die berührungslose Messung der elektrischen Leitfähigkeit fester und flüssiger Stoffe im rotierenden Magnetfeld bei hohen Temperaturen. Er untersuchte die elektrischen, thermischen und thermoelektrischen Eigenschaften sowie Dichten und Viskositäten einer großen Gruppe von Halbleitern, Metallen und Legierungen während des Schmelzens. Zusammen mit Joffe schlug er das Ioffe-Regel-Kriterium zur Charakterisierung der für das Halbleiterverhalten wichtigen lokalen Nahordnung vor.
Regels jüngerer Bruder war der Physiker Wadim Robertowitsch Regel.

## Ehrungen, Preise
- Joffe-Preis (1972) für experimentelle Untersuchungen der Elektronenleitfähigkeit von Flüssigkeiten[1][6]
- Staatspreis der UdSSR (1981) für Untersuchungen der Thermodynamik der Halbleiter[1]
- Verdienter Wissenschaftler der RSFSR (1986)[1]